# Европейская комиссия по эффективности правосудия
Европе́йская коми́ссия по эффекти́вности правосу́дия (ЕКЭП/CEPEJ) — судебный орган, в состав которого входят эксперты из всех 47 государств-членов Совета Европы, который готовит инструменты для повышения эффективности и функционирования правосудия в Европе (включая предоставление статуса наблюдателя и консультации с неправительственными организациями за пределами Европы).
Европейская комиссия по эффективности правосудия (ЕКЭП) была создана из-за чрезмерной загруженности исками Европейского Суда в целях снижения нагрузки на него путем повышения эффективности и качества судебной системы в государствах-членах.
ЕКЭП состоит из экспертов из 47 государств-членов Совета Европы и разрабатывает инструменты, направленные на повышение эффективности и функционирования правосудия в Европе. В его задачи входят:
- анализ результатов деятельности судебной системы;
- выявление проблем, с которыми они могут столкнуться;
- определение конкретных средств для улучшения оценки эффективности судебной системы, а также функционирование этих систем;
- улучшение реализации существующих инструментов Совета Европы и выработка предложений по их усовершенствованию;
- оказание помощи государству по его просьбе.

Для реализации этих задач ЕКЭП разрабатывает показатели, собирает и анализирует данные, определяет меры и средства оценки, разрабатывает различные документы (отчеты, мнения, руководящие принципы, планы действий и т. д.).
ЕКЭП развивает связи с исследовательскими институтами и центром документации, приглашает квалифицированных лиц, НПО, проводит слушания, развивает сети судейских специалистов.
Президентами ЕКЭП становились:
- Эберхард Деш (Германия) 2002—2006,
- Фаусто де Сантис (Италия) 2007—2010 ,
- Джон Стейси (Великобритания) 2011—2014,
- Георг Става (Австрия) 2015—2018[3],
- Рамин Гурбанов (Азербайджан) 2018 — 2022[4],
- Франческо Депаскуале (Мальта) 2023 —  н.в.[5]